# ۴٬۲-دی‌نیتروفنیل‌مورفین
۴،۲-دی‌نیتروفنیل‌مورفین (به انگلیسی: 2,4-Dinitrophenylmorphine) یک ترکیب شیمیایی با شناسه پاب‌کم ۵۷۴۵۳۹۰ است. که جرم مولی آن ۴۵۱٫۴۳ g/mol می‌باشد. 